# Real World/Road Rules Challenge: El Infierno
El Infierno es la octava temporada de Real World/Road Rules Challenge. Compuesto por 20 exmiembros de los realities estadounidenses The Real World y Road Rules, salió al aire en el 2004 y tomó lugar en México. En esta temporada el equipo ganador recibía una premio en dinero al final de cada misión. Ellos debían nominar a dos integrantes del equipo contrario para enfrentarse en el infiero. Antes del Infierno había un juego de inmunidad denominado salvavidas azteca; el cual salvaba a un integrante del equipo específicamente a uno de los dos nominados al infierno.

## Participantes
Conductor: Dave Mirra
| Concursante          | Temporada        |
| -------------------- | ---------------- |
| Ace Amerson          | Paris            |
| Coral Smith          | Back to New York |
| CT Tamburello        | Paris            |
| David Burns          | Seattle          |
| Julie Stoffer        | New Orleans      |
| Leah Gillingwater    | Paris            |
| Mallory Snyder       | Paris            |
| Mike Mizanin         | Back to New York |
| Syrus Yarbrough      | Boston           |
| Trishelle Cannatella | Las Vegas        |

| Concursante       | Temporada                  |
| ----------------- | -------------------------- |
| Abram Boise       | South Pacific              |
| Christena Pyle    | South Pacific              |
| Darrell Taylor    | Campus Crawl               |
| Holly Shand       | Latin America              |
| Jeremy Blossom    | South Pacific              |
| Katie Doyle       | The Quest                  |
| Kendal Sheppard   | Campus Crawl               |
| Shane Landrum     | Campus Crawl               |
| Timmy Beggy       | USA - The Second Adventure |
| Veronica Portillo | Semester at Sea            |

## Desarrollo
| Episodio | Episodio                  | Equipo Ganador | Equipo Ganador | Nominados para el Infierno | Nominados para el Infierno | Ganador Salvavidas Azteca | Ganador Salvavidas Azteca | Infierno | Infierno  | Infierno  |
| #        | Misión                    | Equipo Ganador | Equipo Ganador | Real World                 | Road Rules                 | Real World                | Road Rules                | Ganador  | Ganador   | Eliminado |
| -------- | ------------------------- | -------------- | -------------- | -------------------------- | -------------------------- | ------------------------- | ------------------------- | -------- | --------- | --------- |
| 1        | Grope the Rope            |                | Road Rules     | Ace/Syrus                  | Jeremy/Timmy               |                           |                           |          |           |           |
| 2        | Bird Feeder               |                | Real World     | Syrus                      | Jeremy                     | Syrus                     | Darrell                   |          | Jeremy    | Ace       |
| 3        | Wreck N' Roll             |                | Road Rules     | Leah/Trishelle             | Holly/Katie                |                           |                           |          |           |           |
| 4        | Climbing Wall             |                | Road Rules     | Trishelle                  | Holly                      | CT                        | Timmy                     |          | Holly     | Trishelle |
| 5        | Disco Domino Derby        |                | Real World     | David/Mike                 | Abram/Jeremy               |                           |                           |          |           |           |
| 6        | Balls Out                 |                | Real World     | Mike                       | Jeremy                     | CT                        | Veronica                  |          | Mike      | Jeremy    |
| 7        | Ultimate Saturn Road Trip |                | Road Rules     | Coral/Mallory              | Christena/Katie            |                           |                           |          |           |           |
| 8        | Don't Yank My Chain       |                | Road Rules     | Mallory                    | Christena                  | Mike                      | Veronica                  |          | Christena | Mallory   |
| 9        | Come Sail Away            |                | Road Rules     | CT/David                   | Abram/Shane                |                           |                           |          |           |           |
| 10       | Bungee Bound              |                | Road Rules     | David                      | Shane                      | CT                        | Holly                     |          | CT        | Shane     |
| 11       | Twist And Shoot           |                | Road Rules     | Julie/Leah                 | Katie/Veronica             |                           |                           |          |           |           |
| 12       | Balcony Swing             |                | Real World     | Julie                      | Veronica                   | CT                        | Veronica                  |          | Katie     | Julie     |
| 13       | Fallen Angels             |                | Road Rules     | David/Syrus                | Darrell/Timmy              |                           |                           |          |           |           |
| 14       | Saturn Valet Ballet       |                | Road Rules     | David                      | Timmy                      | David                     | Kendal                    |          | Kendal    | Leah      |
| 15       | Window Washing            |                | Road Rules     | Coral                      | Katie/Veronica             | Coral                     | Veronica                  |          | Katie     | David     |
| 16       | Final Burn                |                | Road Rules     |                            |                            |                           |                           |          |           |           |

     Real World ganó la misión.
     Road Rules ganó la misión.
     El concursante fue salvado por el ganador del salvavidas azteca.
     El concursante ganó el salvavidas azteca, por ende evitó ir al Infierno.
     El concursante ganó el salvavidas azteca y se ofreció para ir al Infierno.
     El concursante fue nominado para ir al infierno por el ganador del salvavidas azteca.

### Final
El equipo Real World estaba compuesto por; Coral, CT, Mike, y Syrus. El equipo Road Rules estaba compuesto por; Abram, Darrell, Katie, Holly, Timmy, Christena, Kendal, y Veronica.
El equipo Road Rules ganó la final.

### Curiosidades
Katie (RR The Quest) ganó dos infiernos, eliminando en uno de ellos a David (RW Seattle), y se autonombró La Reina del Infierno "Inferno Queen".